# Giorgio Masi
Giorgio Masi (Gjergji Mëzi in albanese; Piana degli Albanesi, 8 novembre 1836 – Palermo, 30 maggio 1915) è stato un magistrato e politico italiano.
Laureato a Palermo, funzionario dell'ordine giudiziario borbonico alla Consulta di stato della Sicilia, dal 1861 passa alla magistratura prima garibaldina e poi italiana, dove è stato sostituto procuratore generale presso la Corte d'appello di  Catanzaro, avvocato erariale di Palermo, consigliere di Corte d'appello di Genova, Palermo e Roma, primo presidente della corte d'appello a Lucca, Palermo, Roma.